# MC Rage
MC Rage, de son vrai nom Ronnie Lee, né à Schweinfurt, est un vocaliste et compositeur de techno hardcore allemand. Il réside à Las Vegas, dans le Nevada, aux États-Unis. 

## Biographie
Ronnie se fait connaitre en Italie, pays dans lequel il commence sa carrière en 1991 en tant que vocaliste du compositeur Digital Boy durant la tournée Technological. Il continue aux côtés de Digital Boy en composant l'album intitulé Futuristic. Il participe au morceau à succès Revolution, avec DJ Molella. Après la sortie de son premier single, intitulé Don’t You Wanna Be Free, Ronny décide de reprendre le nom de Ronny Money. Toujours en coopération avec Digital Boy, Ronnie écrit notamment le morceau à succès The Mountain of King, issu de l'album Ten Steps to the Rise de Digital Boy.
Ensemble avec Digital Boy, Ronnie fonde le label discographique D-Boy Black label en 1995 et le duo se focalise désormais sur un style de techno underground mieux connu sous le terme de techno hardcore. Sous le nom de MC Rage and the Gabber Friend, Ronnie publie son premier EP à leur label, intitulé Fuck Macarena, en 1996. Le single homonyme, qui est une parodie visant le groupe Los del Río, atteint le top dix du classement Billboard aux États-Unis, et des classements européens,. D'après Dennis Doeland, A&R de ID&T Music, qui possède les droits internationaux du single, « sans même passer à la radio, le morceau est devenu un hit aux Pays-Bas. »
Par la suite, MC Rage publie d'autres morceaux et deux albums, qui n'atteindront pas le succès de Fuck Macarena. En 1997, Ronnie se sépare de D-Boy et Luca Pretolesi, et fonde son propre label So-Real Records. En 1998, So-Real Records devient l'un des labels de techno hardcore par excellence en Italie, en parallèle à Traxtorm Records.  So-Real Records s'étend en So-Real Music Group, et devient label parent de Combined Forces Revenge, D-Boy Black Label, HSC Records, et Ruffneck Classic ; il comptera dans son catalogue musical des morceaux notables tels que Hardcore for Life et Extreme.
MC Rage quitte la scène vers 2004, alors qu'il est le MC de techno hardcore le mieux payé au monde. La même année, il revient pour la toute dernière fois à l'événement Number One, enregistré et publié comme album live sous le titre Hardcore for Life – Resurrection. Par la suite, il vivra à Las Vegas, dans le Nevada, avec son épouse, Patricia, et ses deux enfants Brianna et Devin Miles.

## Discographie

### Singles
| 1996                                             | Fuck Macarena           | 8 | Single |
| 1997                                             | Rave Machine            | — | Single |
| 1998                                             | Santa Claus is Hardcore | — | Single |
| 1998                                             | Two the Hard Way        | — | Single |
| « — » morceaux n'ayant pas accédé au classement. |                         |   |        |